# Claude Piquemal
Claude Piquemal, född 13 mars 1939 i Siguer i Ariège, är en fransk före detta friidrottare.
Piquemal blev olympisk bronsmedaljör på 4 x 100 meter vid olympiska sommarspelen 1968 i Mexico City.